# Breviks kyrka, Lidingö
Breviks kyrka är en kyrkobyggnad i Brevik i Stockholms stift. Den är församlingskyrka i Lidingö församling.

## Kyrkobyggnaden
År 1906 inleddes en omvälvande tid för det ännu lantliga Lidingö. Flera större gårdar, bland dem Brevik, känt som Bredewik från 1498, styckades och såldes till olika fastighetsbolag. Utbyggnaden av villasamhällen på ön inleddes i rask takt. 1907 invigdes den första spårvägslinjen på norra delen av ön. Invånarantalet ökade snabbt från 1 310 personer år 1900 till 9 003 personer år 1920. Efter att ha varit annexförsamling till Danderyd blev Lidingö egen församling år 1907. Trängseln i Lidingö kyrka blev allt större och behovet av fler gudstjänstlokaler allt mer uppenbart. 1918 skänkte Fastighetsbolaget Lidingö-Brevik en tomt till kyrka i Brevik. Planer på en utbyggnad av Lidingö kyrka och ekonomiska svårigheter fördröjde dock kyrkobygget i Brevik. Åren 1917–1937 hölls gudstjänster för södra delen av ön i Skärsätra skola. Midsommardagen 1937 stod Breviks kyrka färdig att invigas av ärkebiskop Erling Eidem.
De äldsta kända skisserna till en ny kyrka i Brevik är från 1921, utförda av arkitekten Lars Israel Wahlman. Nya förslag till kapell i Brevik presenterades 1924, var för sig av arkitekterna Martin Hedmark och John Åkerlund. Den senare, som var lidingöbo, omarbetade och utvecklade sitt förslag fram till de slutliga ritningarna år 1936. Den kyrka som uppfördes året därpå består av ett stort kyrkorum med rakt avslutat kor. Detta öppnar sig vid södra sidan mot en vinkelställd församlingssal. Klocktornet placerades vid kyrkans sydvästra hörn för att möjliggöra en utbyggnad mot väster. Platsen närmast söder om kyrkan, i direkt anslutning till församlingssalen och tornet, består av en stenskodd terrass med stenlagda gångar och gräsmatta kantad av rosenbuskar. Avsikten med denna var att skapa en plats för friluftsgudstjänster. 1955 gjordes en utbyggnad av församlingssalen mot söder och öster och hela kyrkan putsades om. 1970 skedde en väsentlig tillbyggnad av anläggningen utan att kyrkorummet förändrades. Direkt öster om kyrkan uppfördes en ny sakristia och skrudkammare. Hiss installerades och kyrkan fick handikappanpassade ingångar. Vid kyrkans nordvästra hörn tillkom ett väntrum.
Öster om kyrkan uppfördes två längor med lokaler för bland annat kyrkans förskola. Arkitekt för tillbyggnaden var Lars Åkerlund, Lidingö. Breviks kyrka är ett tidigt och representativt exempel på den moderna funktionalismen.
Kyrkan är uppförd av tegel och murarna är putsade med tunn puts så att det underliggande murverket framträder. De höga, rundbågiga fönstren har gråmålade fönsterbågar. Taket är täckt med kopparplåt. Tornöverbyggnaden är helt klädd med kopparplåt samt krönt av ett förgyllt kors. På östra sidan av församlingssalen finns en relief av granit föreställande Den barmhärtige samariten, ett verk av skulptören Carl Elmberg 1955. Interiören präglas av ljus och rymd. De höga fönstren med antikglas fördelar ljuset jämnt och blickarna dras mot den dominerande altarväggen med sin stora utsmyckning. De vitgrå väggarna är putsade och på långsidorna försedda med målningar föreställande de fyra evangelisterna, utförda 1959 av Ewy Palm. Kyrkorummet har tak och takbjälkar klädda med betsad furuplywood och blålaserade kanter på takbjälkarna. Det kan nämnas att arkitekten John Åkerlund och övriga konsulter utförde sitt arbete med byggnaden utan ersättning. Merparten av inventarierna har skänkts av givmilda församlingsbor samt de kyrkliga syföreningarna på ön.
Inredningen som tillkom vid kyrkans uppförande har i huvudsak ritats av dess arkitekt John Åkerlund. En stor del av inredningen är utförd av betsad furu och furuplywood.

## Inventarier
Kyrkan domineras av den stora altarväggen. Större delen av altarväggen upptas av en tredelad relief utförd i stuck av kalkbruk med inslag av tegelkross. Sidopartierna är något snedställda mot mittpartiet. Den ojämna ytan är målad med tunn kalkfärg i al secco, det vill säga på torr puts, i milda färger med grått, grönt och rödbrunt som dominerande inslag. Mittpartiet framställer Korsfästelsen. Maria knäböjer vid korset och på ömse sidor om detta blickar väktare, herdar, en grupp kvinnor och Jesu lärjunge Johannes upp mot korset. I nedre högra hörnet sitter Maria Magdalena i grön klänning hopsjunken vid nedgången till graven. I överpartiet rämnar den blå himlen i bakgrunden. Vänstra sidopartiet framställer Konungarnas tillbedjan. Maria i blå klänning sitter med Jesusbarnet i famnen. Framför henne sitter eller knäfaller de tre Kungarna, som saknar attribut. Bakom Maria står Josef samt ett par herdar. I högra sidopartiet skildras Pingstundret. Sex lärjungar i olikfärgade mantlar knäfaller eller sträcker sig mot skyn med eldslågor. Altarreliefen utfördes 1937. Kompositionen gjordes av konstnären Simon Gate, stuckarbetet av skulptören Carl Elmberg och målningen av konstnärerna Erik Jerkhe och Simon Gate.

## Orglar
- Vid invigningen 1937 fick kyrkan en Hammondorgel i gåva av AGA. Sedan dess har läktarorgeln bytts ut två gånger.
- 1943 sattes en orgel upp från Apostoliska Katolska kyrkan i Stockholm av J A Johnsson, Duvbo. Den var byggd 1935 av J A Johnsson, och hade 13 stämmor, två manualer och pedal. Orgeln byggdes om 1955 av Einar Bergh, Bromma och fick då 18 stämmor, två manualer och pedal. Fasaden, som är komponerad av orgelbyggaren och arkitekt Lars Åkerlund, är utförd av betsad och laserad furu och plywood med anknytning till kyrkans övriga inredning.
- Den nuvarande orgeln byggdes 1967 av Åkerman & Lund Orgelbyggeri, Knivsta och är en mekanisk orgel.

| Huvudverk I    | Svällverk II      | Pedal       | Koppel |
| Principal 8'   | Gedackt 8´        | Subbas 16´  | I/P    |
| Rörflöjt 8'    | Fugara 8'         | Oktavbas 8' | II/P   |
| Oktava 4'      | Principal 4'      | Gedackt 8'  | II/I   |
| Koppelflöjt 4' | Waldflöjt 2'      | Oktava 4'   |        |
| Kvinta 2 2/3'  | Sesquialtera II   | Fagott 16'  |        |
| Oktava 2'      | Scharf III        | Skalmeja 4' |        |
| Mixtur II-IV   | Dulcian 16'       |             |        |
| Trumpet 8'     | Oboe 8'           |             |        |
|                | Tremulant         |             |        |
|                | Crescendosvällare |             |        |

### Kororgel
- Kororgeln av betsad furu med sju stämmor byggdes 1979/1980 hos Grönlunds Orgelbyggeri AB i Gammelstad. Orgeln är mekanisk.

| Manual       | Pedal      | Koppel  |
| Gedackt 8'   | Subbas 16' | Man/Ped |
| Principal 4' |            |         |
| Rörflöjt 4'  |            |         |
| Waldflöjt 2' |            |         |
| Cymbel II    |            |         |
| Dulcjan 8'   |            |         |

## Klockor
I tornet hänger två klockor, storklockan på drygt 500 kg och lillklockan om knappt 300 kg, gjutna 1937 av klockgjutaren K G Bergholtz, Stockholm.